# نامیندیکان
نامیندیکان (روسی: Намындыкан) یک رود در استان ماگادان کشور روسیه است.